# Draconarius wenzhouensis
Draconarius wenzhouensis är en spindelart som först beskrevs av Chen 1984.  Draconarius wenzhouensis ingår i släktet Draconarius och familjen mörkerspindlar. Inga underarter finns listade i Catalogue of Life.